# Huvudverk
I en orgel finns ofta flera uppsättningar med pipor, kopplade till var sin manual i spelbordet. Det viktigaste och vanligen också största verket kallas huvudverk.